# Xã Ellington, Quận Adams, Illinois
Xã Ellington (tiếng Anh: Ellington Township) là một xã thuộc quận Adams, tiểu bang Illinois, Hoa Kỳ. Năm 2010, dân số của xã này là 2.855 người.